# Колодези (Берёзовский сельсовет)
Колодези — село Данковского района Липецкой области, входит в состав Берёзовского сельсовета.

## География
На территории села имеются несколько водоёмов, через него проходит автомобильная дорога 42К−082.

### Улицы
| - ул. Восточная - ул. Майская - ул. Мира | - ул. Молодёжная - ул. Садовая - ул. Советская |

## История
По документам 1771 года — это была крепостная деревня Колодезная, 45 дворов. Название произошло по местоположению здесь родников (колодезей).
В центре села имеется памятник погибшим воинам-землякам.

## Население
| 1859 | 1897 | 1906 | 2010 |
| ---- | ---- | ---- | ---- |
| 745  | ↗785 | ↗800 | ↘265 |